# Canarium vrieseanum
Canarium vrieseanum là một loài thực vật có hoa trong họ Burseraceae. Loài này được Engl. mô tả khoa học đầu tiên năm 1883.